# Puygouzon
Puygouzon – miejscowość i gmina we Francji, w regionie Oksytania, w departamencie Tarn. W 2013 roku populacja gminy wynosiła 2951 mieszkańców. 
1 stycznia 2017 roku połączono dwie wcześniejsze gminy: Labastide-Dénat oraz Puygouzon. Siedzibą nowej gminy została miejscowość Puygouzon, a gmina przyjęła jej nazwę. 